# Cherubino Cornienti
Cherubino Cornienti (Pavie, 25 mars 1816 – Milan, 12 mai 1860) est un peintre italien, représentant du mouvement romantique.

## Biographie
Fils de l'artisan Luigi et de Paola Marazzi, Cherubino a à peine 12 ans lorsqu'il suit son frère Giuseppe (graveur et lithographe), plus âgé que lui de presque vingt ans, à Milan où il est reçu grâce à lui à l'Académie de Brera. À partir de 1835, il participe aux expositions annuelles de l'Académie ; l'année suivante il obtient le prix du mérite avec Domenico Induno. 
En 1838, à vingt-deux ans, il peint à l'huile le portrait du philanthrope Felice Borroni di Solcio di Lesa et en 1839 le portrait de l'évêque de Lodi, le comte Gaetano Benaglia. En 1842 il peint l'Adieu de Paolo Erizzo à sa fille qu'il cède à un brocanteur.
En 1843, il obtient de l'Académie de Brera le Pensionato artistico [le Pensionnat artistique] triennal pour la peinture à Rome et y est transféré ; avant son départ, la même année, il peint son autoportrait et le dédie à sa mère (aujourd'hui le tableau fait partie de la collection de la Galerie des Arts Modernes Villa Begioioso-Buonaparte à Milan). 
À Rome, il entre en contact avec les artistes locaux qui fréquentent l'Accademia di San Luca et avec le groupe d'étrangers. Il devient ami du peintre Karl Brioullov, puis suit des cours de nu à l'Académie de France à Rome dans la villa Médicis.
En 1850, il reçoit une demande de fresque au couvent des Capucins de Tivoli (Disparition du Christ à Emmaüs). En 1853, le Moïse qui piétine la couronne du Pharaon est terminé, mais la commission examinatrice de Brera, comprenant Francesco Hayez, le critique.
L'année 1854 est pour une lui une année de prostration, à cause de la mort de Lalla, son modèle et compagne, qui l'avait suivie de Rome à Milan. 
Il visite Venise et peint quelques portraits à Trieste.  En 1856, il peint deux tableaux pour une église de Malgrate. 
Cherubino Cornienti continue de peindre sur des sujets historiques, sur le thème des épisodes de vie de Léonard de Vinci, Michel-Ange, Ludovic le More et Galeazzo Sforza. En 1858, il reçoit d'importantes commissions du mécène Brambilla .
En 1859 l'exposition annuelle de Brera lui permet d'exposer ses travaux. Sa santé se fait délicate : la fièvre le tourmente et son physique s'affaiblit, le contraignant à négliger ses travaux importants. Il se consacre alors à de petits travaux, sur le thème du sentimental, de l'érotique, surtout avec de petites éclaboussures, des ébauches, à la mode du XVIIIe siècle.
Le 5 mars 1860, l'Académie des beaux-arts de Bologne le nomme professeur de peinture avec un salaire annuel de 3 500 lires. La nouvelle lui a été communiquée le 26 mars depuis Bologne. Mais Cherubino meurt à Milan le 12 mai 1860, à l'âge de 44 ans et est enterré au Cimitero di San Gregorio (it) à côté de son ami artiste Mauro Conconi, mort deux jours après lui.

## Œuvres
- Portrait de Felice Borroni, (1838)
- Portrait du Conte Giacomo Tenaglia, évêque de Lodi, (1839)
- L’Adieu de Paolo Erizzo à sa fille, (1842)
- Les Réfugiés de Prague, (1843)
- Autoportrait, galerie d'art de la villa Belgioioso Bonaparte, musée du XIXème [Museo dell'Ottocento], Milan, (1843)
- La femme du Lévite d'Efraïm (1845)
- La Madone avec San Carlo et San Alessandro, retable, église de San Alessandro, Milan
- Michel-Ange montre Moïse au Pape Paolo III, (1848)
- Moïse enfant piétine la couronne du Pharaon, pinacothèque de Brera, Milan, (1853)
- Portrait de Carlo Testori, (1853)
- Portrait de Madame Testori, (1853)
- Le mythe de Prométhée, peinture murale, villa Testori, Garlate, (1855)
- L'Annonciation, église de San Leonardo, Malgrate, (1856)
- La Nativité, église de San Leonardo, Malgrate, (1856)
- Leonardo montre à Ludovico le Maure les cruches du Naviglio, (1858)
- Vénus et Amour, galerie d'Art Moderne, Milan, (1859)

## Expositions
- 1835, 1839, Milan, Exposition de l'Académie des Beaux Arts de Brera
- 1842, Venise, Exposition de l'Académie des Beaux Arts
- 1842, 1843, 1845, 1846, 1850, 1851, 1853, Milan, Exposition de l'Académie des Beaux Arts de Brera
- 1855, Paris, Exposition Universelle des Arts et de l'Industrie
- 1856, 1857, 1858, 1859, Milan, Exposition de l'Académie des Beaux Arts de Brera
- 1900, Milan, Peinture Lombarde du XIXe siècle
- 1929, Milan, Manifestation commémorative du 50e anniversaire de la mort de Tranquillo Cremona
- 1934, Rome, Galerie d'Art Sacré
- 1960, Pavie, Cherubino Cornienti et les peintres paviens de l'an 800
- 1969, Milan, La Milan du premier Romantisme
- 1975, Milan, Exposition des maîtres de Brera
- 1976, Pavie, Cent ans de culture artistique
- 1983, Constanta, La Bataille de Legnano
- 1986, Milan, 1886-1986 La Permanente. Un siècle d'art à Milan
- 1989, Rome, Renaissance grecque philhellénique italien
- 1991, Sartirana, Les Galeries Marchandes de la peinture de l'an 800
- 1992, Milan, Le premier XIXe siècle italien
- 1993, Milan, Milan et la Lombardie à l'époque des communes
- 1996, Pavie, Cherubino Cornienti peintre (1816-1860)